# Linan divaricatus
Linan divaricatus (лат.) — вид мелких коротконадкрылых жуков из подсемейства ощупники (Tyrini, Pselaphinae, Staphylinidae).

## Распространение
Встречается в Китае (Цзянси).

## Описание
Мелкие красноватые или коричневатые коротконадкрылые жуки-ощупники. Длина 2,74—2,82 мм; антенномеры IX—X сильно изменены, антенномер IX угловатый в переднебоковом краю, косо соединяется с сильно поперечным антенномером X; широкие метавентральные отростки раздвоены на вершине; передняя голень с маленьким вершинным шипиком; мезотрохантер с маленьким вентральным шипиком.

## Систематика и этимология
Вид был впервые описан в 2018 году китайскими энтомологами (Yu-Qing Zhang, Li-Zhen Li, Zi-Wei Yin). Новый вид относится к группе L. cardialis на основании сильно изменённого антенномера IX самца. Linan divaricatus наиболее сходен с L. huapingensis и L. geneolatus, имея как отогнутый переднелатеральный угол антенномера IX самца, так и срединную долю эдеагуса, сильно суженную у середины вершины. От обоих последних видов новый вид отличается относительно гораздо более широким антенномером IX, гораздо более широкими метавентральными отростками, раздвоенными на вершине, и простым метатрохантером. У L. geneolatus антенномер X самца также сильно выемчатый в базальной половине. Специфический эпитет относится к длинным и раздвоенным метавентральным отросткам.